# جبال فرانكلين
جبال فرانكلين، في تكساس (المعروفة سابقًا باسم لاس سييرا دي لوس ماسوس ) نطاقًا صغيرًا (بطول 23 ميلاً و3 ميل (4.8 كـم) ) التي تمتد من إل باسوتكساس شمالًا إلى نيو مكسيكو  تشكلت عائلة فرانكلين بسبب التمدد القشري المرتبط بصدع ريوغراندي في حقب الحياة الحديثة على الرغم من أن التضاريس الحالية للمدى والأحواض المجاورة يتم التحكم فيها عن طريق الامتداد أثناء التصدع في آخر 10 ملايين سنة إلا أن الأعطال داخل النطاق تسجل أيضًا تشوهًا أثناء تكون تكوين لاراميد بين 85 و 45 مليون سنة مضت.
أعلى قمة هي قمة شمال فرانكلين تكساس على 7,192 قدم (2,192 م) جزء كبير من النطاق هو جزء من متنزه حديقة جبال فرانكلين تتكون الجبال بشكل أساسي من صخور رسوبية مع بعض الاختراقات النارية يشير إليها الجيولوجيون على أنها جبال صدع مائلة ويمكن العثور فيها على صخور ما قبل الكمبري التي الأقدم في تكساس

## عرض

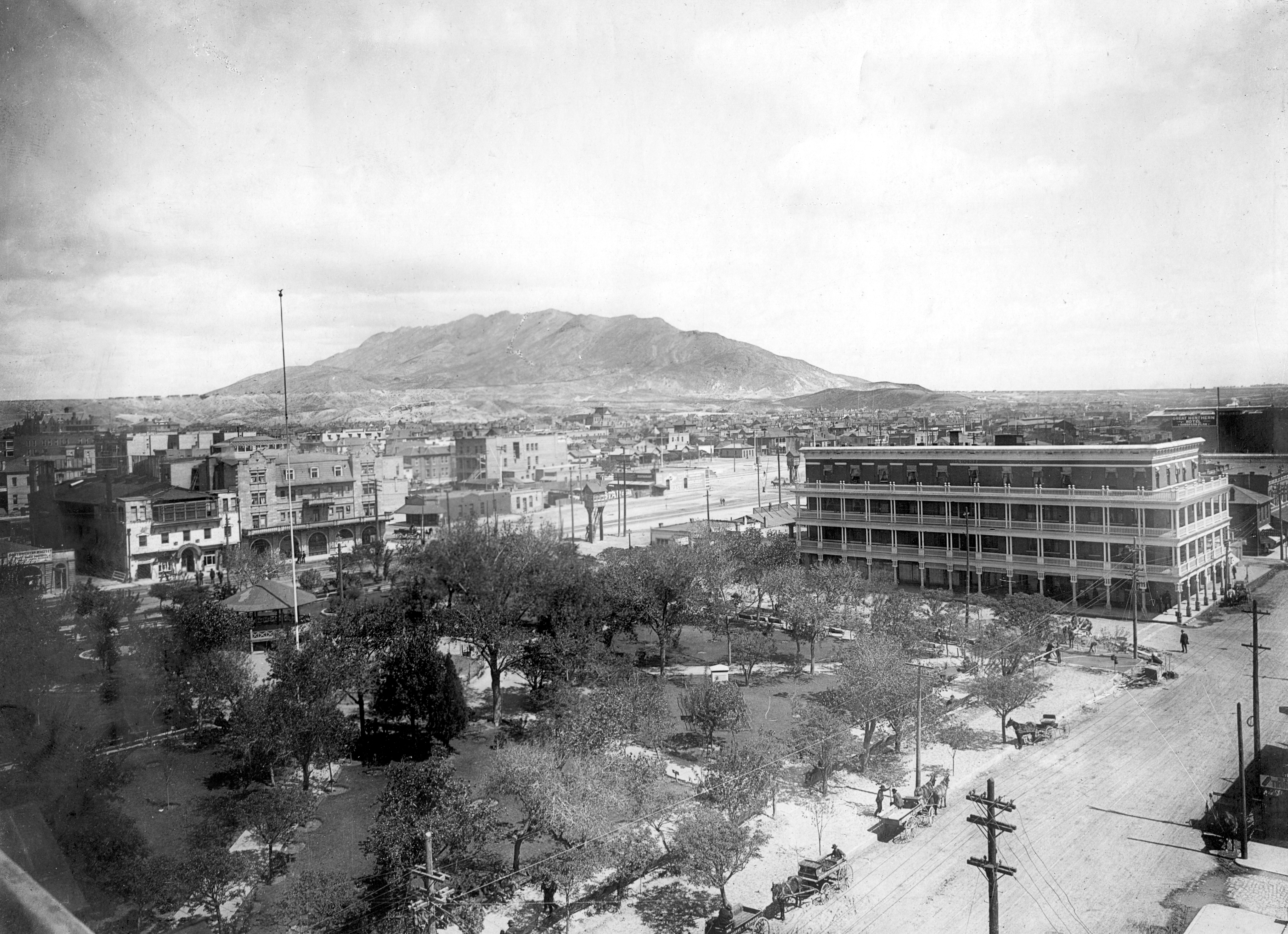
منظر للنهاية الجنوبية لجبال فرانكلين من إل باسو، يُظهر الإنهاء المفاجئ للنطاق، ومنحدره الغربي المنحدر، ورواسب المدرجات المتدرجة على كل جانب. (1908)
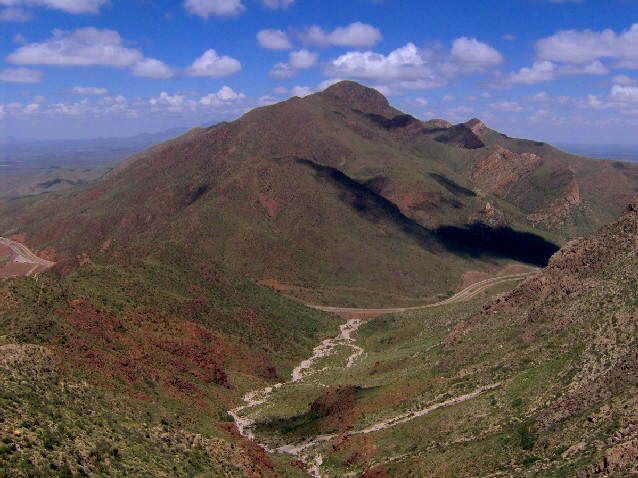
قمة فرانكلين الشمالية، تطل إلى الشمال الشرقي من جنوب جبل فرانكلين
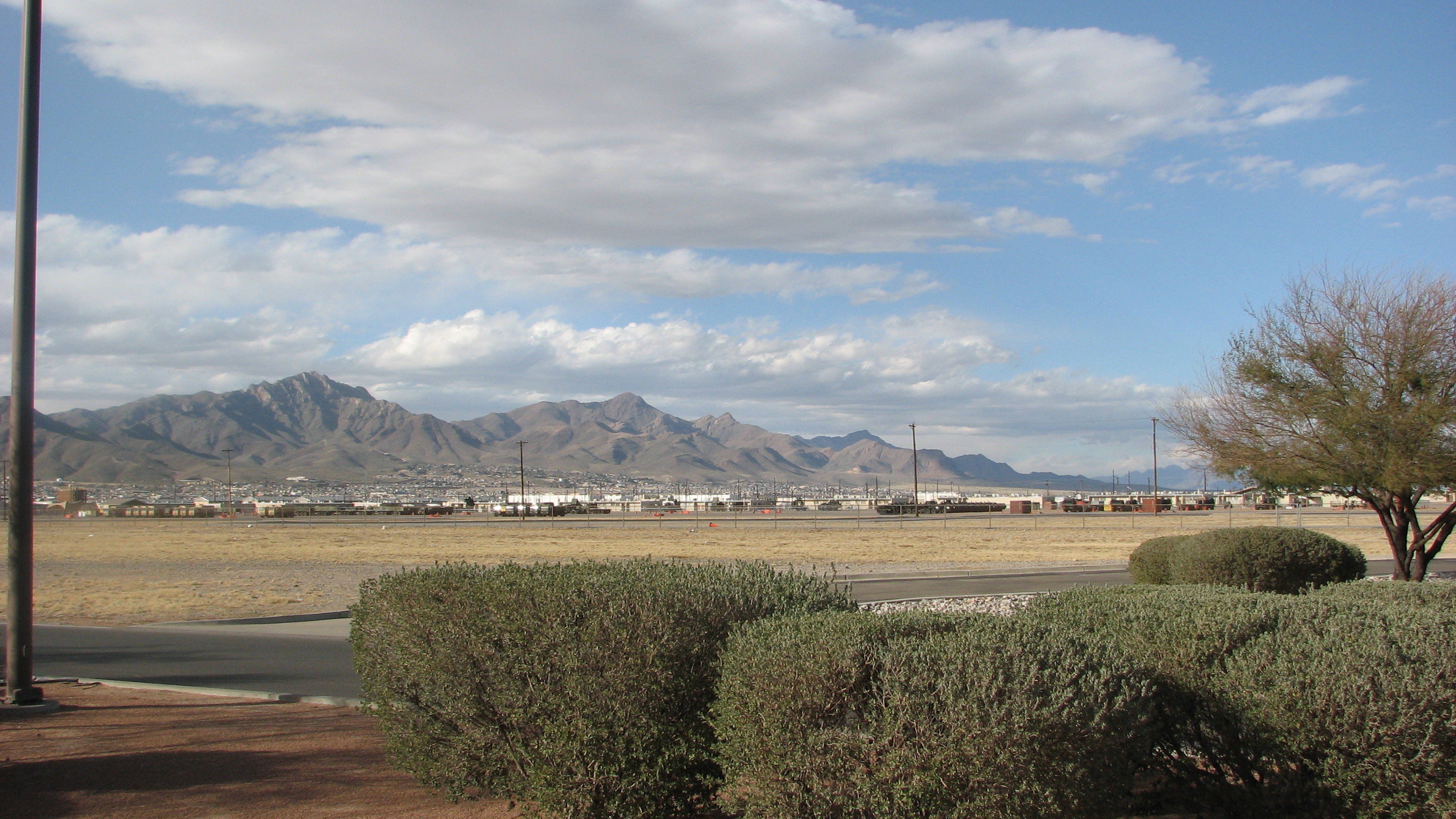
الجنوب وشمال فرانكلين، يظهران من اليسار إلى اليمين، الباسو، تكساس، كما يُرى من فورت بليس. يمكن رؤية جبال الأورغن إلى الشمال، في الجزء الأيمن من الصورة.
جبال فرانكلين مع شمال غرب الباسو في الخلفية

## روابط خارجية
- جبال فرانكلين من نسخة الإنترنت لكتيب تكساس